# Diócesis de Trenton
La diócesis de Trenton (en latín: Dioecesis Trentonensis y en inglés: Roman Catholic Diocese of Trenton) es una circunscripción eclesiástica de la Iglesia católica en Estados Unidos. Se trata de una diócesis latina, sufragánea de la arquidiócesis de Newark. Desde el 1 de diciembre de 2010 su obispo es David Michael O'Connell, de la Congregación de la Misión.

## Territorio y organización

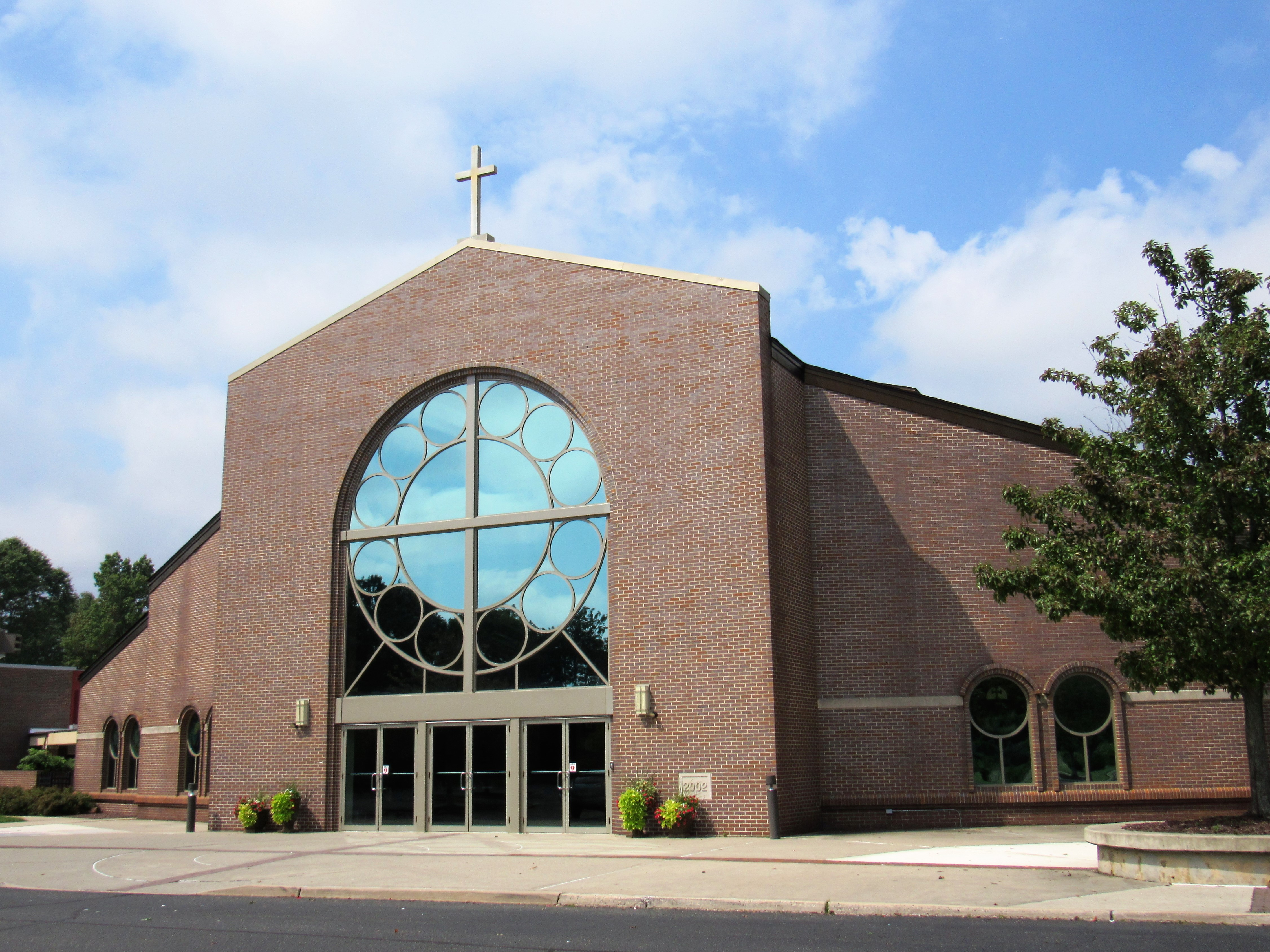
Concatedral de San Roberto Bellarmino, en Freehold

La diócesis tiene 5584 km² y extiende su jurisdicción sobre los fieles católicos de rito latino residentes en 4 condados del estado de Nueva Jersey: Burlington, Mercer, Monmouth y Ocean.
La sede de la diócesis se encuentra en la ciudad de Trenton, en donde se halla la Catedral de Santa María de la Asunción. En Freehold se encuentra la Concatedral de San Roberto Bellarmino.
En 2020 en la diócesis existían 99 parroquias.

## Historia
La diócesis fue erigida el 2 de agosto de 1881, tomando el territorio de la diócesis de Newark (hoy arquidiócesis).
El 9 de diciembre de 1937 cedió una porción de su territorio para la erección de la diócesis de Camden mediante la bula Ad maius animarum del papa Pío XI.
El 19 de noviembre de 1981 cedió otra porción de su territorio para la erección de la diócesis de Metuchen mediante la bula Qui benignissimo del papa Juan Pablo II.
Inicialmente sufragánea de la arquidiócesis de Nueva York, el 10 de diciembre de 1937 pasó a formar parte de la provincia eclesiástica de la arquidiócesis de Newark.
En 1956 la catedral fue destruida por un incendio provocado por un pirómano. Tres personas murieron en el incendio.
La diócesis estuvo involucrada en el escándalo del abuso sexual de cinco monaguillos y su propia sobrina por parte del sacerdote Ronald Becker, quien trabajó en las parroquias de la diócesis de 1979 a 1989 y fue destituido de sus funciones en 2002. En 2009 y 2011 la diócesis acordó pagar a las víctimas del abuso de Becker $ 1.3 millones de dólares para finalizar dos demandas separadas.
El 3 de diciembre de 2016, con el decreto Ut spirituali de la Congregación para los Obispos, la iglesia de San Roberto Bellarmino de Freehold fue elevada al rango de concatedral.

## Estadísticas
Según el Anuario Pontificio 2021 la diócesis tenía a fines de 2020 un total de 893 280 fieles bautizados.
| Año                                                                             | Población            | Población | Población      | Sacerdotes | Sacerdotes    | Sacerdotes    | Bautizados por sacerdote | Diáconos permanentes | Religiosos | Religiosos | Parroquias |
| Año                                                                             | Bautizados católicos | Total     | % de católicos | Total      | Clero secular | Clero regular | Bautizados por sacerdote | Diáconos permanentes | Varones    | Mujeres    | Parroquias |
| ------------------------------------------------------------------------------- | -------------------- | --------- | -------------- | ---------- | ------------- | ------------- | ------------------------ | -------------------- | ---------- | ---------- | ---------- |
| 1950                                                                            | 293 662              | 900 000   | 32.6           | 392        | 265           | 127           | 749                      |                      | 123        | 1122       | 156        |
| 1966                                                                            | 624 137              | 1 907 274 | 32.7           | 437        | 345           | 92            | 1428                     |                      | 199        | 1559       | 188        |
| 1970                                                                            | 720 785              | 2 162 355 | 33.3           | 631        | 497           | 134           | 1142                     |                      | 182        | 1674       | 192        |
| 1976                                                                            | 785 658              | 2 356 974 | 33.3           | 534        | 424           | 110           | 1471                     | 1                    | 189        | 1480       | 208        |
| 1980                                                                            | 867 266              | 2 602 206 | 33.3           | 560        | 355           | 205           | 1548                     | 91                   | 296        | 1395       | 215        |
| 1990                                                                            | 604 215              | 1 698 100 | 35.6           | 322        | 240           | 82            | 1876                     | 153                  | 139        | 647        | 124        |
| 1999                                                                            | 703 531              | 1 763 249 | 39.9           | 300        | 237           | 63            | 2345                     | 244                  | 60         | 509        | 127        |
| 2000                                                                            | 712 000              | 1 785 000 | 39.9           | 298        | 235           | 63            | 2389                     | 258                  | 123        | 463        | 126        |
| 2001                                                                            | 728 314              | 1 979 314 | 36.8           | 308        | 265           | 43            | 2364                     | 268                  | 84         | 434        | 127        |
| 2002                                                                            | 740 357              | 1 900 375 | 39.0           | 304        | 261           | 43            | 2435                     | 242                  | 111        | 427        | 126        |
| 2003                                                                            | 761 247              | 1 900 372 | 40.1           | 304        | 257           | 47            | 2504                     | 245                  | 109        | 414        | 127        |
| 2004                                                                            | 780 925              | 2 000 235 | 39.0           | 311        | 260           | 51            | 2511                     | 326                  | 123        | 433        | 127        |
| 2010                                                                            | 831 707              | 2 066 160 | 40.3           | 313        | 245           | 68            | 2657                     | 291                  | 142        | 376        | 111        |
| 2014                                                                            | 868 000              | 2 130 000 | 40.8           | 304        | 245           | 59            | 2855                     | 218                  | 113        | 317        | 109        |
| 2017                                                                            | 881 125              | 2 039 060 | 43.2           | 265        | 221           | 44            | 3325                     | 312                  | 103        | 266        | 107        |
| 2020                                                                            | 893 280              | 2 061 960 | 43.3           | 240        | 202           | 38            | 3722                     | 230                  | 90         | 181        | 99         |
| Fuente: Catholic-Hierarchy, que a su vez toma los datos del Anuario Pontificio. |                      |           |                |            |               |               |                          |                      |            |            |            |

## Episcopologio
- Michael Joseph O'Farrell † (11 de agosto de 1881-2 de abril de 1894 falleció)
- James Augustine McFaul † (20 de julio de 1894-16 de junio de 1917 falleció)
- Thomas Joseph Walsh † (10 de mayo de 1918-2 de marzo de 1928 nombrado obispo de Newark)
- John Joseph McMahon † (2 de marzo de 1928-31 de diciembre de 1932 falleció)
- Moses Elias Kiley † (10 de febrero de 1934-1 de enero de 1940 nombrado arzobispo de Milwaukee)
- William Aloysius Griffin † (21 de mayo de 1940-1 de enero de 1950 falleció)
- George William Ahr † (28 de enero de 1950-23 de junio de 1979 retirado)
- John Charles Reiss † (11 de marzo de 1980-30 de junio de 1997 retirado)
- John Mortimer Fourette Smith † (30 de junio de 1997 por sucesión-1 de diciembre de 2010 retirado)
- David Michael O'Connell, C.M., por sucesión el 1 de diciembre de 2010